# Malik ibn ar-Raib
Malik ibn ar-Raib (ِarabisch مالك بن الريب, DMG Mālik b. ar-Raib, gest. 60/680) war einer der arabischen Dichter, die in der Umayyaden-Zeit lebten. Es gelang ihm nicht, so berühmt zu werden wie seine Zeitgenossen. Es wird jedoch gesagt, dass er so talentiert war wie sie.

## Leben
Malik ibn ar-Raib wurde zu Beginn der Umayyadenzeit berühmt. Der Name des Dichters ist unter den ausgestoßenen Dichtern verzeichnet. Es wird gesagt, dass er, nachdem er al-Haddschadsch persifliert hatte, in diesen Tagen ein Flüchtling wurde und Straßen blockierte. Dabei arbeitete er mit dem berühmten Banditen Schizaz ad-Dabbi zusammen. Nach seiner Begegnung mit Sa'id ibn Uthman bereute er das Banditentum und begann, einem religiösen Lebensstil zu folgen. Seine 57-Couplet-Ode, die er in den letzten Tagen seines Lebens komponierte, ist äußerst berühmt. Eine Legende besagt, dass der Dschinn dieses Gedicht neben das Bett des Dichters gelegt hat. Andere berühmte Oden sind seine Gedichte darüber, wie er ein erfolgloses Attentat überlebte.